# Bad Guy (canción de Billie Eilish)
«Bad Guy» (estilizado en minúsculas) es una canción de la cantante estadounidense Billie Eilish, lanzada el 29 de marzo de 2019 como el cuarto sencillo de su primer disco de estudio, When We All Fall Asleep, Where Do We Go?. El mismo día de su estreno en las emisoras se estrenó en su canal de YouTube el videoclip de la misma.
En 2020, en la 62.ª edición de los Premios Grammy el sencillo ganó en las categorías de canción y grabación del año.

## Trasfondo
El 20 de marzo de 2018, Eilish anunció que estaba trabajando en su álbum debut. Este se lanzó poco después de cumplirse el año del anuncio, el 29 de marzo de 2019, publicándose simultáneamente cuatro sencillos del mismo, siendo Bad Guy el último en darse a conocer.

## Composición
La canción está compuesta en tonalidad de Sol menor y consta de dos partes; la primera tiene un tempo moderadamente rápido de 135 pulsaciones por minuto. La voz de Eilish abarcan un intervalo de Fa2 a Do5, y la segunda parte tiene un ritmo lento de 60 pulsaciones por minuto, con un tono hablado en la voz. Es una canción electropop que conjunta elementos propios del pop y el rock, pero también del trap y el house, que utiliza un bajo sintetizado y una batería amplificados en su producción.

## Recepción de la crítica
Chris DeVille, de Stereogum, describió la canción como un "tiro [éxito] de bajo perfil" y realizó comparaciones con artistas como Lorde y Fiona Apple. Por su parte, Chloe Gilke, de Uproxx, llamó a la canción "un himno de pop-trap y una interpretación artística inmediata".

## Vídeo musical
El videoclip de la canción se lanzó simultáneamente a través del canal de YouTube de Eilish el mismo 29 de marzo de 2019. El vídeo fue dirigido por el estadounidense Dave Meyers. El vídeo comienza con la primera pista del álbum, !!!!!!!, un juego de palabras que mantienen Billie y su hermano de fondo mientras sólo se puede contemplar una pared amarilla. Al aparecer Billie en pantalla, se saca de la boca el aparato de dientes y se lo tiende en la mano a su "guardaespaldas".
El resto del vídeo muestra a Eilish bailando frenéticamente mientras cambia repetidamente a las escenas de sus palomas que se alimentan, le sangra la nariz mientras usa un traje blanco en una habitación azul, vierte leche y cereal en la boca de un hombre con el trasfondo de un desierto rojo, montando en una especie de triciclo con una pandilla de hombres, y sentado en una pared frente a un grupo de hombres con sobrepeso que flexionan sus vientres al ritmo. El vídeo termina con Eilish sentada en la espalda de un hombre que hace flexiones en una habitación de color rojo oscuro.
Fue acusado de plagiar una sesión de fotos de la revista Toiletpaper por Maurizio Cattelan y Pierpaolo Ferrari.

## Personal
Según Tidal:
- Billie Eilish – compositora, voz principal
- Finneas O'Connell – compositor, producción
- Rob Kinelski – mezclador
- John Greenham – ingeniero de masterización

## Posición en listas
| Listas (2019)                                  | Posición más alta |
| ---------------------------------------------- | ----------------- |
| Alemania (GfK Entertainment Charts)            | 4                 |
| Argentina (Argentina Hot 100)                  | 20                |
| Australia (ARIA Charts)                        | 1                 |
| Austria (Ö3 Austria Top 40)                    | 2                 |
| Bélgica-Flandes (Ultratop 50 Singles)          | 3                 |
| Bélgica-Valona (Ultratop 40 Singles)           | 3                 |
| Canadá (Canadian Hot 100)                      | 1                 |
| Colombia (National Report)                     | 22                |
| Corea del Sur (Gaon Digital Chart)             | 68                |
| Dinamarca (Hitlisten)                          | 2                 |
| Escocia (Official Charts Company)              | 1                 |
| Eslovaquia (Singles Digitál Top 100)           | 1                 |
| España (PROMUSICAE)                            | 17                |
| España (Bucle Top 20)                          | 1                 |
| Estados Unidos (Billboard Hot 100)             | 1                 |
| Estados Unidos (Billboard - Alternative Songs) | 1                 |
| Estados Unidos (Billboard - Dance Club Songs)  | 5                 |
| Estados Unidos (Billboard - Mainstream Top 40) | 1                 |
| Finlandia (Suomen virallinen lista)            | 1                 |
| Francia (SNEP)                                 | 5                 |
| Grecia (IFPI)                                  | 1                 |
| Hungría (Stream Top 40)                        | 1                 |
| Irlanda (IRMA)                                 | 1                 |
| Italia (FIMI)                                  | 2                 |
| Japón (Japan Hot 100)                          | 17                |
| Malasia (RIM)                                  | 2                 |
| México (Mexico Ingles Airplay)                 | 1                 |
| Noruega (VG-lista)                             | 1                 |
| Nueva Zelanda (Recorded Music NZ)              | 1                 |
| Países Bajos (Dutch Top 40)                    | 9                 |
| Países Bajos (Single Top 100)                  | 5                 |
| Polonia (ZPAV)                                 | 3                 |
| Portugal (AFP)                                 | 1                 |
| Reino Unido (UK Singles Chart)                 | 2                 |
| Rumanía (Airplay 100)                          | 41                |
| Rusia (Tophit)                                 | 1                 |
| Suecia (Sverigetopplistan)                     | 2                 |
| Suiza (Schweizer Hitparade)                    | 4                 |
| República Checa (Singles Digitál Top 100)      | 1                 |

## Certificaciones
| País   | Organismo certificador | Certificación         | Ventas certificadas | Ref.   |
| ------ | ---------------------- | --------------------- | ------------------- | ------ |
| México | AMPROFON               | Diamante + 3× Platino | 480,000             | [ 51 ] |

## Premios y nominaciones
| Año  | Ceremonia de premiación      | Categoría                                  | Resultado | Ref.   |
| ---- | ---------------------------- | ------------------------------------------ | --------- | ------ |
| 2019 | American Music Awards        | Videoclip favorito                         | Ganador   | [ 52 ] |
| 2019 | BBC Radio 1's Teen Awards    | Mejor sencillo                             | Nominado  | [ 53 ] |
| 2019 | LOS40 Music Awards           | Mejor video internacional                  | Nominado  | [ 54 ] |
| 2019 | MTV Millennial Awards        | Éxito global                               | Ganador   | [ 55 ] |
| 2019 | MTV Europe Music Awards      | Mejor canción                              | Ganador   | [ 56 ] |
| 2019 | MTV Europe Music Awards      | Mejor video                                | Nominado  | [ 56 ] |
| 2019 | MTV Video Music Awards       | Vídeo del año                              | Nominado  | [ 57 ] |
| 2019 | MTV Video Music Awards       | Mejor video pop                            | Nominado  | [ 57 ] |
| 2019 | MTV Video Music Awards       | Mejor dirección                            | Nominado  | [ 57 ] |
| 2019 | MTV Video Music Awards       | Mejor edición                              | Ganador   | [ 57 ] |
| 2019 | MTV Video Music Awards       | Canción del verano                         | Nominado  | [ 57 ] |
| 2019 | MTV Video Music Awards Japan | Mejor video de artista nuevo internacional | Ganador   | [ 58 ] |
| 2019 | MTV Video Music Awards Japan | Vídeo del año                              | Nominado  | [ 58 ] |
| 2019 | NRJ Music Awards             | Vídeo del año                              | Nominado  | [ 59 ] |
| 2019 | People's Choice Awards       | Mejor canción                              | Nominado  | [ 60 ] |
| 2019 | People's Choice Awards       | Mejor video                                | Nominado  | [ 60 ] |
| 2019 | Telehit Awards               | Mejor video anglosajón                     | Ganador   | [ 61 ] |
| 2019 | Telehit Awards               | Mejor canción anglosajona                  | Ganador   | [ 61 ] |
| 2019 | Telehit Awards               | Mejor video votado por el público          | Nominado  | [ 61 ] |
| 2020 | Billboard Music Awards       | Mejor canción Hot 100                      | Nominado  | [ 62 ] |
| 2020 | Billboard Music Awards       | Canción con más Streaming                  | Nominado  | [ 62 ] |
| 2020 | Billboard Music Awards       | Canción más vendida                        | Nominado  | [ 62 ] |
| 2020 | Global Awards                | Mejor canción                              | Nominado  | [ 63 ] |
| 2020 | Premios Grammy               | Grabación del año                          | Ganador   | [ 2 ]  |
| 2020 | Premios Grammy               | Canción del año                            | Ganador   | [ 2 ]  |
| 2020 | Premios Grammy               | Mejor interpretación pop solista           | Nominado  | [ 2 ]  |
| 2020 | iHeartRadio Music Awards     | Canción del año                            | Nominado  | [ 64 ] |
| 2020 | iHeartRadio Music Awards     | Canción rock alternativo del año           | Ganador   | [ 64 ] |
| 2020 | iHeartRadio Music Awards     | Mejor letra                                | Nominado  | [ 64 ] |
| 2020 | iHeartRadio Music Awards     | Mejor videoclip                            | Nominado  | [ 64 ] |
| 2020 | iHeartRadio Music Awards     | Mejor remezcla                             | Nominado  | [ 64 ] |
| 2020 | Kids' Choice Awards          | Canción favorita                           | Ganador   | [ 65 ] |
| 2020 | NME Awards                   | Mejor canción                              | Ganador   | [ 66 ] |